# Hamlin (Iowa)
Pour les articles homonymes, voir Hamlin.
Hamlin est une communauté non constituée en municipalité, du comté d'Audubon en Iowa, aux États-Unis. Hamlin est également une ville fantôme.
Le bureau de poste est inauguré en 1873.
La ville est nommée en l'honneur de Nathaniel Hamlin, un pionnier.

## Source de la traduction
- (en) Cet article est partiellement ou en totalité issu de l’article de Wikipédia en anglais intitulé « Hamlin, Iowa » (voir la liste des auteurs).